# 王若愚
王若愚（1932年12月28日—），男，山东牟平人，中华民国军事人物，於1992年8月1日擔任軍管區司令部兼海岸巡防司令部之首任司令，他在1949年中學學生時期，为外省人白色恐怖「澎湖七一三事件」的受害者，卻也因此被迫入伍終而官拜陸軍上將司令。

## 生平

### 軍旅仕途
王若愚是陸軍官校來台復校首屆（第24期砲科）畢業生，軍旅歷任陸軍206師師長、117師師長、陸軍後勤部副司令、國防部聯參次長與憲兵司令等要職。於1992年8月1日晉升上將，擔任軍管區司令部兼海岸巡防司令部之首任司令，在1996年6月30日卸任司令後，轉聘總統府戰略顧問至屆齡退伍。

## 澎湖713事件受害者
此軍事冤案發生在1949年，王若愚是國共內戰後，來台的山東省煙台聯合中學流亡學生之一，一路隨校長張敏之帶領南遷到廣州，再到澎湖馬公國民學校成立「澎湖防衛司令部子弟學校」。然因當時澎湖39師師長韓鳳儀與澎防部司令李振清之爭鬥，假藉兵源缺乏理由，強拉兵伕迫學生編入軍隊，但多數學生不願從軍，1949年7月13日澎防部操場四周都是士兵，欲強行編兵，有兩名不滿的同學發聲抗議，即被士兵用刺刀刺傷手腳，司令台上還有兩挺機槍瞄準，所有人嚇壞沒敢再反對，只好乖乖接受改編，當時並沒有學校師長在現場，但校本部校長張敏之事後動用各方人脈想救回學生，軍方就把匪諜罪名安到他頭上，對校本部張敏之校長與二分校校長鄒鑑，和學生劉永祥、譚茂基、明同樂、張世能與王光耀等人，以「匪諜」罪名判死槍決於台北馬場町，另有學生王子彝與尹廣居死於獄中，也有不從的學生被裝入麻布袋丟海，而王若愚夫人曲敬香也是流亡學生，當時也被逮捕，關在馬公天后宮的後樓，對於其他同學在樓上被刑求慘叫的聲音，他聽得一清二楚，至今心有餘悸，事後估計此冤案的失蹤者有三百多人。而王若愚雖被迫入伍，後進了陸軍官校成為在台復校首屆學生，陸官雖黨校，卻是一直考核到畢業，才獲准加入國民黨。此「澎湖七一三事件」軍事冤案，時稱山東流亡學校煙台聯合中學匪諜案，或稱山東學生流亡案，有媒體稱之為外省人的二二八事件，為白色恐怖時代受害人數最多的單一事件。
1997年，新黨的高惠宇、國民黨的葛雨琴與民進黨的謝聰敏等立委提案制定《戒嚴時期不當叛亂暨匪諜審判案件補償條例 》，總統於1998年6月17日公布補償條例 ，是為白色恐怖冤案平反之始，在2000年政府積極辦理補償後，張校長等人冤案陸續獲得平反。2008年7月初，罹難校長張敏之之子張彤與澎湖縣長王乾發，協議於觀音亭西側海堤興建紀念碑，7月13日在紀念碑預定地舉行紀念會，2009年8月6日「七一三事件紀念公園」設置完成，供人悼念。2011年7月13日，國防部首度面對此事件，承認錯誤，由副部長趙世璋親至澎湖馬公市觀音亭「七一三事件紀念公園」紀念碑，弔祭此事件之受害者。
在此事件中，被迫入伍學生升至將領者有，上將王若愚、前國防部副部長王文燮與前陸軍總司令李楨林，中將宋子濂與閻志龍，少將張家驤、王桂巖、王賢志等將領。而「澎湖防衛司令部子弟學校」後來在1953年遷到員林成為「員林實驗中學」，隨後改制為崇實高工。